# Aloe aldabrensis
Aloe aldabrensis ist eine Pflanzenart der Gattung der Aloen in der Unterfamilie der Affodillgewächse (Asphodeloideae). Das Artepitheton aldabrensis verweist auf das Vorkommen der Art auf dem Aldabra-Atoll.

## Beschreibung

### Vegetative Merkmale
Aloe aldabrensis wächst stammlos oder stammbildend. Der aufrechte oder niederliegende Stamm erreicht eine Länge von bis zu 2 Meter. Die linealisch-lanzettlichen bis schwertförmigen Laubblätter bilden dichte Rosetten. Die grüne, oft orange oder rot überhauchte Blattspreite ist 60 bis 100 Zentimeter lang und 4 bis 10 Zentimeter breit. Die Zähne am hornigen Blattrand sind klein.

### Blütenstände und Blüten
Der Blütenstand besteht aus drei bis fünf Zweigen und erreicht eine Länge von 15 bis 35 Zentimeter. Die Zweige sind selten nochmals verzweigt. Die zylindrischen Trauben sind ziemlich dicht. Die eiförmig bis deltoiden Brakteen weisen eine Länge von 2,5 bis 4,5 Millimeter auf. Die leuchten orangeroten Blüten stehen an 12 bis 20 Millimeter langen Blütenstielen. Die Blüten sind 18 bis 25 Millimeter lang und an ihrer Basis verschmälert. Ihre äußeren Perigonblätter sind auf einer Länge von 10 bis 12 Millimetern nicht miteinander verwachsen. Die Staubblätter und der Griffel ragen kaum aus der Blüte heraus.

### Früchte
Die Früchte sind purpurrote Beeren von etwa 15 Millimeter Länge und einem Durchmesser von 12 Millimeter.

## Systematik und Verbreitung
Aloe ahmarensis ist auf den Inseln der Aldabra-Gruppe auf Kalkstein in gemischtem Buschwerk und Dickichten auf etwa Meereshöhe verbreitet.
Die Erstbeschreibung als Lomatophyllum aldabrense durch Wessel Marais wurde 1975 veröffentlicht. Leonard Eric Newton und Gordon Douglas Rowley stellten die Art 1996 in die Gattung Aloe.

## Nachweise